# Vila Nova de Foz Côa
Vila Nova de Foz Coa est une ville et municipalité (en portugais : concelho ou município) du Portugal, située dans le district de Guarda et la région Nord.

## Description
Productrice d'amande, de miel, de vin et d'huile d'olive, la ville était jusqu'au début des années 1990 connue nationalement comme la capitale de l'amande. La construction d'un barrage et son arrêt brutal à la suite de la découverte de gravures rupestres a donné à cette ville de l'intérieur du Portugal une renommée internationale; site unique, ces gravures ont comme caractéristiques principales d'être tout d'abord à l'air libre sur 17 kilomètres au fond d'une vallée où coule le Côa, un affluent du Douro. Ces gravures ont également comme caractéristique d'être regroupées dans un lieu utilisé par l’homme sur une très longue période, du paléolithique supérieur (20000 ans) jusqu'à l'époque moderne. Ces gravures ont bien faillit disparaître, sans l'arrêt à l'époque très controversé de la construction du barrage qui aurait engloutie une grande partie de ces rochers gravés.
En 1992 la construction du barrage démarre malgré les traces significatives d’une présence humaine préhistorique dans la vallée du Côa. L'éventualité d'un arrêt de la construction du barrage n’est pas envisagé, la solution pour la préservation du patrimoine étant le déplacement des gravures du bord de la vallée du Côa vers un lieu plus sur en amont. C’est à partir de 1994 que l’idée d’une sauvegarde des gravures devient liée au site où elles ont été gravées. En février 1995 l’UNESCO propose la préservation in situ et l’arrêt temporaire de la construction du barrage. Cette solution divise la population. En 1996 la construction du barrage est stoppée. En décembre 1998 les gravures de la vallée du Côa sont reconnues patrimoine culturel de l'humanité par l'UNESCO.
La découverte de ces gravures où plutôt leurs redécouvertes puisque certains les côtoyaient mais n'y prêtaient pas attention (les bergers, les meuniers...) a permis à la ville de Vila Nova de Foz Côa et à sa région de s'ouvrir au tourisme grâce à la création d'un parc archéologique. La visite des différents sites archéologiques en véhicules 4x4 accompagnées d'un guide sera complétée courant 2009 par un musée du Côa.
Dans les environs se trouvent aussi le château de Numão et les ruines romaines de Rumanzil et de Prazo.

## Géographie
Vila Nova de Foz Côa est limitrophe :
- au nord, de Carrazeda de Ansiães et Torre de Moncorvo,
- au nord-est, de Freixo de Espada à Cinta,
- au sud-est, de Figueira de Castelo Rodrigo et Pinhel,
- au sud, de Mêda,
- à l'ouest, de Penedono et São João da Pesqueira.

## Démographie
| 1801  | 1849  | 1900   | 1930   | 1960   | 1981   | 1991  | 2001  | 2004  |
| ----- | ----- | ------ | ------ | ------ | ------ | ----- | ----- | ----- |
| 2 630 | 4 290 | 13 939 | 14 404 | 16 209 | 11 251 | 8 885 | 8 494 | 8 249 |

| 2011  | - | - | - | - | - | - | - | - |
| ----- | - | - | - | - | - | - | - | - |
| 7 318 | - | - | - | - | - | - | - | - |

## Subdivisions
La municipalité de Vila Nova de Foz Côa groupe 17 paroisses (freguesia, en portugais) :
- Almendra
- Castelo Melhor
- Cedovim
- Chãs
- Custóias
- Freixo de Numão
- Horta
- Mós
- Murça
- Muxagata
- Numão
- Santa Comba
- Santo Amaro
- Sebadelhe
- Seixas
- Touça
- Vila Nova de Foz Côa

## Jumelages
La ville est jumelée avec :
- Villetaneuse (France)